# Фоти Стоянов
Фоти или Фоте Стоянов е български революционер, деец на Вътрешната македоно-одринска революционна организация.

## Биография
Фоти Стоянов е роден в леринското село Търсие, тогава в Османската империя, днес Тривуно, Гърция. Влиза във ВМОРО. При избухването на Илинденско-Преображенското въстание през лятото на 1903 година Стоянов е войвода на Търсенската чета.